# Моніка Гуерріторе
Моніка Гуерріторе (італ. Monica Guerritore; * 25 січня 1957, Рим) — італійська актриса.

## Біографія
На початку 1980-х актриса познайомилася зі своїм майбутнім чоловіком, режисером Габріеле Лавіа, який задіяв її в багатьох своїх постановках, де вона грала серйозні персонажі, такі як леді Макбет, Іокаста і Офелія. Він також знімав дружину і у своїх кінофільмах, багато з яких мали і еротичні сцени — «Скандальна Джильда» (1985), «Почуття» (1986) і «Вовчиця» (1996), яка принесла актрисі номінацію на прмеію «Давид ді Донателло». Крім цього Гуерріторе зіграла ще в трьох десятках кінокартин, серед яких «Пані та панове, добраніч!» (1976), «Поспішаюча людина» (1977), «Ідеальний день» (2008), «Красиві люди» (2009) і «Давайте забудемо про це» (2012). У 2001 році шлюб Гуерріторе розпався, а в 2010 році вона вийшла заміж за політика Роберто Заккаре.

## Джерело
- Сторінка в інтернеті [Архівовано 17 січня 2015 у Wayback Machine.]

| Актор | Це незавершена стаття про акторку. Ви можете допомогти проєкту, виправивши або дописавши її. |